# ERC (IRC 客户端)
ERC 是一个能够使 Emacs 编辑器成为一个 Internet Relay Chat (IRC) 客户端的 Emacs Lisp 包。2007年 ERC 成为了官方的 GNU 项目。它被包含在 GNU Emacs release 22.1 中，成为 GNU Emacs 的一部分。

## 参阅
- IRC客户端比較